# Cicle d'Ericsson
El cicle Ericsson fou ideat per l'inventor John Ericsson, que va projectar i construir diversos motors d'aire calent basats en diferents cicles termodinàmics. És considerat l'autor de dos cicles per a motors tèrmics de combustió externa i constructor de motors reals basats en els cicles esmentats.
El seu primer cicle era molt semblant a l'actualment anomenat cicle Brayton (que és el que segueixen les turbines de gas), però amb combustió externa.
El present article tracta del segon dels seus cicles, conegut com a cicle Ericsson.

## Cicle Ericsson ideal

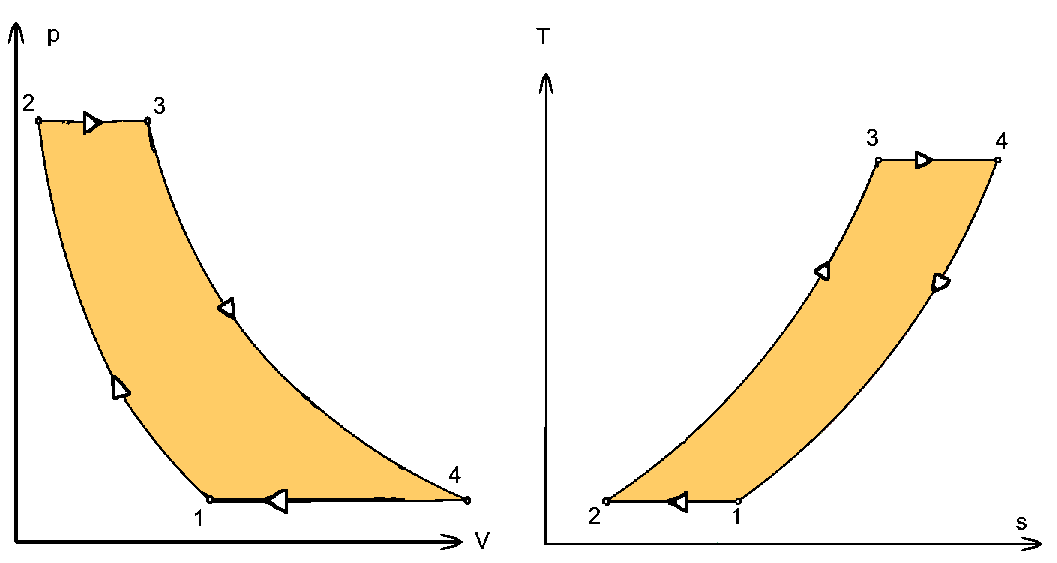
Cicle Ericsson ideal

Se suposa que el que segueix el cicle és un gas. Consta de 4 fases:
- Compressió isotèrmica
- Calor afegida a pressió constant (escalfament isobàric)
- Expansió isotèrmica
- Refredament a pressió constant (refredament isobàric)

## Comparació amb els cicles de Carnot i Stirling
Tant el cicle d'Ericsson com el de Stirling són usats en motors de combustió externa. El motor d'Ericsson s'assembla molt al motor Strling de doble acció, en el qual el pistó desplaçador actua com a pistó motriu. En teoria ambdós cicles tenen un rendiment ideal. El màxim rendiment possible segons la segona llei de la termodinàmica. El cicle ideal per antonomàsia és el cicle de Carnot. No hi ha cap motor construït que segueixi el cicle de Carnot.

## Comparació amb el cicle de Brayton

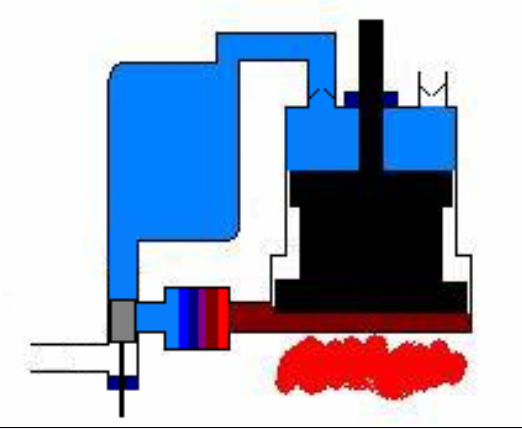
Esquema d'un motor Ericsson : aire fred en blau / aire calent en vermell fosc / calor exterior en vermell; pistó doble-funció en negre

El primer cicle ideat per Ericsson s'anomena actualment cicle Brayton, usat en els motors de turbina de gas dels avions.
El segon cicle inventat per Ericsson és que s'anomena cicle Ericsson. Pot imaginar-se com un cicle Brayton ideal, amb una turbina de gas portada al límit: amb una fase de compressió de moltes etapes amb refredament (equivalents a una compressió refrigerada), una expansió amb moltes etapes i incloent re-escalfament de l'aire d'entrada amb un bescanviador-recuperador. Comparat amb un cicle Brayton normal (amb compressió adiabàtica i expansió adiabàtica), el cicle Ericsson (amb compressió i expansió isotèrmiques) proporciona més treball net per revolució. L'ús d'un bescanviador-regenerador augmenta el rendiment en reduir les necessitats d'aportació de calor.
| Cicle/Procés            | Compressió | Calor afegida | Expansió  | Calor dissipada |
| ----------------------- | ---------- | ------------- | --------- | --------------- |
| Ericsson (Primer, 1833) | adiabàtic  | isobàric      | adiabàtic | isobàric        |
| Ericsson (Segon, 1853)  | isotèrmic  | isobàric      | isotèrmic | isobàric        |
| Brayton (Turbina)       | adiabàtic  | isobàric      | adiabàtic | isobàric        |

## Motor Ericsson
Els motors Ericsson es basen en el cicle Ericsson. Són de combustió externa perquè el gas motriu s'escalfa des de l'exterior. Per a millorar el rendiment (el rendiment tèrmic i el rendiment total) el motor Ericsson disposa d'un regenerador o recuperador de calor. Pot funcionar en cicle obert o tancat. L'expansió i la compressió es produeixen simultàniament, en les cares oposades del pistó.
Explicació del motor de la figura :
- En la posició actual (el pistó en la posició més baixa) l'aire de la cambra inferior s'escalfa mitjançant calor aportada exteriorment (color vermell fosc o vermell marronós). L'aire de la cambra superior ha estat aspirat en baixar el pistó i és a pressió atmosfèrica (color blau).
- El pistó comença a pujar per la pressió de l'aire escalfat. Es produeixen simultàniament l'expansió de l'aire calent i la compressió de l'aire de la cambra superior (aspirat en la fase prèvia. L'aire passa a l'esquerra obligat per la vàlvula antiretorn de l'admissió. Una vàlvula antiretorn li permet el pas al dipòsit acumulador d'aire fred.
- En la posició màxima superior passa al dipòsit fred la màxima quantitat d'aire aspirat possible. La vàlvula de pas (dibuixada a baix i a l'esquerra) s'obre i permet el pas de l'aire fred a travers del recuperador i fins a la cambra inferior que l'aspira.
- Un volant d'inèrcia fa que el pistó doble-funció (compressió-expansió)comenci a baixar, comprimint l'aire pre-escalfat en el recuperador i aspirant aire atmosfèric en la cambra superior.
- En la cambra inferior, l'aire pre-escalfat s'acaba d'escalfar mentre es comprimeix. En la fase final el pistó arriba a la posició inferior i el procés continua.

## El regenerador
Ericsson va dissenyar i construir un bescanviador de calor de flux barrejat i contra corrent i el va anomenar "regenerador" (en anglès "regenerator"). Però Robert Stirling havia inventat un dispositiu similar, abans que Ericsson, i el va anomenar "economitzador" (en anglès "economiser" o "economizer") pel fet que estalviava combustible.
El sistema de recuperar la calor dels gasos "d'escapament" o "de sortida" pot fer-se de diverses maneres, amb vàlvules o sense, o amb l'auxili de dispositius rotatius o mòbils. Quan la calor dels gasos d'escapament serveix per a escalfar l'aire de combustió la denominació de recuperador és més correcta, des del punt de vista que els fluxes (d'escapament i d'aire de combustió) estan separats.

## Història
L'any 1791 John Barber va proposar un motor d'aire calent semblant als d'Ericsson i Brayton. Disposava d'un compressor del tipus manxa (com una manxa de ferrer o de farga) i una turbina expansora. No tenia cap recuperador o regenerador. Ericsson va patentar el seu primer motor, basat en el cicle Brayton de combustió externa, l'any 1833 a Anglaterra (Núm. 6409/1833 British). Divuit anys abans que Joule i 43 anys abans que Brayton. Els motors de Brayton eren de pistons, gairebé tots de combustió interna i sense recuperador.
Actualment el cicle Brayton es coneix com a cicle de la turbina de gas, que fa servir compressors i expansors de turbina (les turbines substitueixen als pistons). El cicle de turbina de gas és el que seguiexen les turbines de gas i els turboreactors. Alguns tipus de turbines disposen de recuperadors de calor.
Finalment, Ericsson va abandonar el cicle obert i va adoptar el cicle tancat del motor Stirling tradicional.
El motor Ericsson pot transformar-se fàcilment en un motor de cicle tancat usant un segon dipòsit fred a baixa pressió entre els conductes originals d'entrada i escapament.
En un cicle tancat la "baixa pressió" pot ser més alta que la pressió atmosfèrica i el gas motriu pot ser hidrogen o heli. En disposar de vàlvules, la diferència de pressions de gas (pressió motriu i pressió de compressió) d'un motor Ericsson la potència específica pot ser més gran que la d'un motor Stirling sense vàlvules. És clar que les vàlvules afegeixen cost i complexitat al motor. Les pèrdues mecàniques són menors en un motor Ericsson : la potència de compressió requerida és menor, en aplicar-se directament sense haver de passar per un cigonyal. El motor Ericsson de pistons és, potencialment, el que podria tenir el rendiment més gran de tots el motors. En la pràctica ningú no ha demostrat encara.
Un motor Ericsson seguint el segon cicle fou construït com a propulsor d'un vaixell de 2000 tones de desplaçament : l'Ericsson. Va funcionar perfectament durant 73 hores.
La potència era d'uns 300 CV (220KW). Disposava de 4 pistons de doble funció (compressió i expansió). El diàmetre en la part més gran era de 4,3 m. Es tractava d'un motor molt lent, a 6,5 rpm, i una pressió de 55 kPa. El consum de carbó era més baix que els dels motors de vapor de l'època : la xifra documentada era de 4200 kg/24 h.
Les proves en mar foren molt satisfactòries però demostraren que la potència era insuficient per a les necessitats del vaixell. Posteriorment l'Ericsson es va enfonsar i, quan fou reflotat, es va substituir el motor Ericsson per un motor de vapor.
Ericsson va projectar i construir molts motors, de tipus diferents i segons cicles diversos. Utilitzà moltes menes de combustible incloent el carbó i l'energia solar.

## Potencial actual
Les possibilitats teòriques del cicle Ericsson són prou grans i el fan interessant en aplicacions de recuperació de l'energia dels gasos d'escapament, energia solar i altres.
Un aspecte important és que el volum del recuperador no influeix sobre el rendiment del motor (a diferència dels motors Stirling). La necessitat de vàlvules i el cost més gran poden compensar-se amb un rendiment i una potència específica més grans.